# Sorex saussurei
Sorex saussurei là một loài động vật có vú trong họ Chuột chù, bộ Soricomorpha. Loài này được Merriam mô tả năm 1892.